# Heinrich von Igel
Johann Heinrich Igel, seit 1888 von Igel, (* 13. August 1839 in Trier; † 9. September 1918 in Berlin) war ein preußischer General der Infanterie.

## Leben

### Herkunft
Er war der Sohn von Friedrich Wilhelm Igel († 1867) und dessen Ehefrau Anna Marie, geborene Schmitz († 1886). Sein Vater war preußischer Oberst a. D., zuletzt im 8. Artillerie-Regiment.

### Militärkarriere
Igel erhielt seine Erziehung im elterlichen Hause und besuchte Gymnasien in Trier und Koblenz. Am 1. Oktober 1857 trat er als Avantageur in das 30. Infanterie-Regiment der Preußischen Armee ein. Hier wurde Igel am 18. Januar 1859 zum Sekondeleutnant befördert und im Juni des Folgejahres in das 8. Rheinische Infanterie-Regiment (Nr. 70) versetzt. Vom 1. Oktober 1862 bis zum 21. Juli 1865 folgte seine Kommandierung an die Kriegsakademie. Seine Ausbildung dort war 1864 durch die Teilnahme am Feldzug gegen Dänemark unterbrochen, an der Igel bei der Belagerung der Düppeler Schanzen zum Einsatz kam.
Am 11. Oktober 1865 avancierte er zum Premierleutnant und war 1866 während des mobilen Verhältnisses anlässlich des Krieges gegen Österreich Adjutant der 16. Infanterie-Division. In dieser Eigenschaft nahm er an den Kämpfen bei Münchengrätz und Königgrätz teil. Igel erhielt den Roten Adlerorden IV. Klasse mit Schwertern. Ab Mai 1867 folgte auf zwei Jahre seine Kommandierung zur Dienstleistung beim Großen Generalstab. Während des Krieges gegen Frankreich wurde Igel am 24. September 1870 Hauptmann und Kompaniechef. Seine Einheit führte er bei der Belagerung von Metz und in der Schlacht bei Amiens sowie bei Saint-Quentin, wo Igel schwer verwundet wurde. Für seine Leistungen erhielt er das Eiserne Kreuz II. Klasse.
Nach dem Krieg war Igel vom 1. April bis zum 15. Mai 1875 zur Dienstleistung bei der Eisenbahn-Abteilung des Großen Generalstabs kommandiert. Daran schloss sich eine einjährige Kommandierung zur informatorischen Beschäftigung im Eisenbahnverwaltungsdienst bei der Kaiserlichen Direktion Saarbrücken und der Generaldirektion von Elsass-Lothringen in Straßburg an. Am 14. Juli 1877 wurde Igel in den Großen Generalstab versetzt und dort am 25. Januar 1878 zum Major befördert. Als solcher war er vom 7. April 1883 bis zum 5. Dezember 1884 beim Generalstab des IX. Armee-Korps in Altona tätig. Anschließend folgte eine Versetzung nach Bromberg als Kommandeur des III. Bataillons im Infanterie-Regiment Nr. 129. In dieser Eigenschaft wurde Igel Mitte August 1885 Oberstleutnant und kam einen Monat später als etatsmäßiger Stabsoffizier in das 1. Thüringische Infanterie-Regiment Nr. 31 wieder nach Altona. Am 22. Januar 1887 wurde Igel zum Chef des Stabes des V. Armee-Korps in Posen ernannt sowie am 4. August 1888 zu Oberst befördert.
Für seine in Krieg und Frieden geleisteten Dienste war Igel am 4. April 1888 durch Kaiser Friedrich III. in den erblichen preußischen Adelsstand erhoben worden.
Am 22. Mai 1889 wurde er Chef der Eisenbahn-Abteilung im Großen Generalstab und dann als Generalmajor am 17. Mai 1892 zum Kommandeur der 50. Infanterie-Brigade (2. Großherzoglich Hessische) in Darmstadt ernannt. Mit seiner Beförderung zum Generalleutnant erhielt Igel am 18. August 1894 das Kommando über die 10. Division in Posen. Aufgrund der guten Leistungen seines Großverbandes während der Herbstübungen zwischen dem V. und VI. Armee-Korps wurde er Mitte September 1896 mit der Krone zum Roten Adlerorden II. Klasse mit dem Stern, Eichenlaub und Schwertern am Ringe ausgezeichnet. Anlässlich des Ordensfestes erhielt Igel außerdem am 24. Januar 1898 den Kronenorden I. Klasse. Am 2. Juli 1898 wurde er schließlich unter Verleihung des Charakters als General der Infanterie mit der gesetzlichen Pension zur Disposition gestellt. Nach seiner Verabschiedung lebte Igel in Berlin, wo er 1918 starb.

### Familie
Igel hatte sich am 24. März 1894 in Schwerin mit Elisabeth Bronsart von Schellendorf (* 1864) verheiratet. Sie war eine Tochter des späteren preußischen Kriegsministers Walther Bronsart von Schellendorff. Aus der Ehe gingen die drei Söhne Harry (* 1886), Wolf (1888–1970) und Kay (* 1893) hervor.